# Cheirostylis jamesleungii
Cheirostylis jamesleungii là một loài thực vật có hoa trong họ Lan. Loài này được S.Y.Hu & Barretto mô tả khoa học đầu tiên năm 1976.